# Olympische Winterspiele 2022/Teilnehmer (Großbritannien)
| Gelbes Symbol für Goldmedaillen mit stilisierten Olympischen Ringen | Graues Symbol für Silbermedaillen mit stilisierten Olympischen Ringen | Braundes Symbol für Bronzemedaillen mit stilisierten Olympischen Ringen |
| ------------------------------------------------------------------- | --------------------------------------------------------------------- | ----------------------------------------------------------------------- |
| 1                                                                   | 1                                                                     | —                                                                       |

Das Vereinigte Königreich nahm an den Olympischen Winterspielen 2022 in Peking als Großbritannien mit 49 Athleten, davon 27 Männer und 22 Frauen, in elf Sportarten teil. Es war die 24. Teilnahme des Landes an Olympischen Winterspielen.

## Medaillen

### Medaillenspiegel
| Rang   | Sportart | Gold | Silber | Bronze | Gesamt |
| ------ | -------- | ---- | ------ | ------ | ------ |
| 1      | Curling  | 1    | 1      | –      | 2      |
| Gesamt | Gesamt   | 1    | 1      | 0      | 2      |

### Medaillengewinner
| Name/n                                                          | Sportart | Wettkampf |
| --------------------------------------------------------------- | -------- | --------- |
| Gold                                                            |          |           |
| Eve Muirhead Vicky Wright Jennifer Dodds Hailey Duff Mili Smith | Curling  | Frauen    |
| Silber                                                          |          |           |
| Bruce Mouat Grant Hardie Bobby Lammie Hammy McMillan Ross Whyte | Curling  | Männer    |

## Teilnehmer nach Sportarten

### Bob
| Athleten                                            | Wettbewerb | Lauf 1      | Lauf 1 | Lauf 2      | Lauf 2 | Lauf 3      | Lauf 3 | Lauf 4      | Lauf 4 | Gesamt      | Gesamt |
| Athleten                                            | Wettbewerb | Zeit        | Rang   | Zeit        | Rang   | Zeit        | Rang   | Zeit        | Rang   | Zeit        | Rang   |
| --------------------------------------------------- | ---------- | ----------- | ------ | ----------- | ------ | ----------- | ------ | ----------- | ------ | ----------- | ------ |
| Frauen                                              |            |             |        |             |        |             |        |             |        |             |        |
| Mica McNeill Montell Douglas                        | Zweierbob  | 1:02,19 min | 19     | 1:02,35 min | 18     | 1:02,17 min | 14     | 1:02,14 min | 13     | 4:08,85 min | 17     |
| Männer                                              |            |             |        |             |        |             |        |             |        |             |        |
| Brad Hall Nick Gleeson                              | Zweierbob  | 59,69 s     | 11     | 1:00,05 min | 13     | 1:00,22 min | 18     | 59,96 s     | 7      | 3:59,92 min | 11     |
| Brad Hall Taylor Lawrence Nick Gleeson Greg Cackett | Viererbob  | 58,60 s     | 5      | 59,09 s     | 6      | 58,65 s     | 6      | 59,38 s     | 7      | 3:55,72 min | 6      |

### Curling
| Wettbewerb      | Frauen | Männer | Mixed Doubles |
| --------------- | --- | --- | --- |
| Athleten        | Eve Muirhead Vicky Wright Jennifer Dodds Hailey Duff Mili Smith                                                                      | Bruce Mouat Grant Hardie Bobby Lammie Hammy McMillan Ross Whyte                                                                      | Jennifer Dodds Bruce Mouat |
| Vorrunde        | Schweiz (5:6) Schweden (8:2) Südkorea (7:9) Vereinigte Staaten (10:5) Dänemark (7:2) Kanada (3:7) Japan (10:4) China (4:8) ROC (9:4) | Italien (7:5) Vereinigte Staaten (7:9) Norwegen (8:3) China (7:6) Dänemark (8:2) Schweiz (6:5) Schweden (7:6) ROC (8:6) Kanada (5:2) | Schweden (9:5) Kanada (6:4) Schweiz (7:8) Australien (9:8) Tschechien (8:3) Italien (5:7) China (6:5) Norwegen (2:6) Vereinigte Staaten (8:4) |
| Tie-Breaker     | — | — | — |
| Halbfinale      | Schweden (12:11) | Vereinigte Staaten (8:4) | Norwegen (5:6) |
| Spiel um Bronze | — | — | Schweden (3:9) |
| Finale          | Japan (10:3) | Schweden (4:5) | ausgeschieden |
| Rang            | Gold | Silber | 4 |

### Eiskunstlauf
| Athleten                | Wettbewerbe | Kurzprogramm/ Rhythmustanz | Kurzprogramm/ Rhythmustanz | Kür/ Kürtanz  | Kür/ Kürtanz  | Gesamt | Gesamt |
| Athleten                | Wettbewerbe | Punkte                     | Rang                       | Punkte        | Rang          | Punkte | Rang   |
| ----------------------- | ----------- | -------------------------- | -------------------------- | ------------- | ------------- | ------ | ------ |
| Frauen                  |             |                            |                            |               |               |        |        |
| Natasha McKay           | Einzel      | 52,54                      | 28                         | ausgeschieden | ausgeschieden | 52,54  | 28     |
| Mixed                   |             |                            |                            |               |               |        |        |
| Lilah Fear Lewis Gibson | Eistanz     | 76,45                      | 10                         | 115,19        | 9             | 191,64 | 10     |

### Eisschnelllauf
| Athleten          | Wettbewerbe | Zeit        | Rang |
| ----------------- | ----------- | ----------- | ---- |
| Frauen            |             |             |      |
| Ellia Smeding     | 1000 m      | 1:17,17 min | 23   |
| Ellia Smeding     | 1500 m      | 2:01,09 min | 27   |
| Männer            |             |             |      |
| Cornelius Kersten | 500 m       | 35,36 s     | 25   |
| Cornelius Kersten | 1000 m      | 1:08,79 min | 9    |
| Cornelius Kersten | 1500 m      | 1:47,11 min | 19   |

### Freestyle-Skiing
| Athleten      | Wettbewerbe | Qualifikation | Qualifikation | Qualifikation | Qualifikation | Finale        | Finale        | Finale        | Finale        | Rang |
| Athleten      | Wettbewerbe | Runde 1       | Runde 1       | Runde 2       | Runde 2       | Runde 1       | Runde 1       | Runde 2       | Runde 2       | Rang |
| Athleten      | Wettbewerbe | Punkte        | Rang          | Punkte        | Rang          | Punkte        | Rang          | Punkte        | Rang          | Rang |
| ------------- | ----------- | ------------- | ------------- | ------------- | ------------- | ------------- | ------------- | ------------- | ------------- | ---- |
| Männer        |             |               |               |               |               |               |               |               |               |      |
| Lloyd Wallace | Aerials     | 108,41        | 17            | 71,94         | 15            | ausgeschieden | ausgeschieden | ausgeschieden | ausgeschieden | 21   |

| Athleten          | Wettbewerbe | Qualifikation | Qualifikation | Finale        | Finale        | Rang |
| Athleten          | Wettbewerbe | Punkte        | Rang          | Punkte        | Rang          | Rang |
| ----------------- | ----------- | ------------- | ------------- | ------------- | ------------- | ---- |
| Frauen            |             |               |               |               |               |      |
| Zoe Atkin         | Halfpipe    | 86,75         | 4             | 73,25         | 9             | 9    |
| Kirsty Muir       | Big Air     | 157,50        | 7             | 169,0         | 5             | 5    |
| Kirsty Muir       | Slopestyle  | 70,11         | 6             | 71,30         | 8             | 8    |
| Katie Summerhayes | Big Air     | 136,50        | 13            | ausgeschieden | ausgeschieden | 13   |
| Katie Summerhayes | Slopestyle  | 66,56         | 10            | 64,75         | 9             | 9    |
| Männer            |             |               |               |               |               |      |
| James Woods       | Big Air     | 59,75         | 30            | ausgeschieden | ausgeschieden | 30   |
| James Woods       | Slopestyle  | DNS           | DNS           | DNS           | DNS           | DNS  |
| Gus Kenworthy     | Halfpipe    | 70,75         | 12            | 71,25         | 8             | 8    |

| Athleten                 | Wettbewerbe | Qualifikation | Qualifikation | Qualifikation | Qualifikation | Finale        | Finale        | Finale        | Finale        | Finale        | Finale        | Rang |
| Athleten                 | Wettbewerbe | Runde 1       | Runde 1       | Runde 2       | Runde 2       | Runde 1       | Runde 1       | Runde 2       | Runde 2       | Runde 3       | Runde 3       | Rang |
| Athleten                 | Wettbewerbe | Punkte        | Rang          | Punkte        | Rang          | Punkte        | Rang          | Punkte        | Rang          | Punkte        | Rang          | Rang |
| ------------------------ | ----------- | ------------- | ------------- | ------------- | ------------- | ------------- | ------------- | ------------- | ------------- | ------------- | ------------- | ---- |
| Frauen                   |             |               |               |               |               |               |               |               |               |               |               |      |
| Leonie Gerken Schofield  | Buckelpiste | DNF           | DNF           | 62,06         | 17            | ausgeschieden | ausgeschieden | ausgeschieden | ausgeschieden | ausgeschieden | ausgeschieden | 27   |
| Makayla Gerken Schofield | Buckelpiste | 70,18         | 12            | 67,96         | 7             | 73,99         | 9             | 73,04         | 8             | ausgeschieden | ausgeschieden | 8    |
| Männer                   |             |               |               |               |               |               |               |               |               |               |               |      |
| William Feneley          | Buckelpiste | 70,23         | 23            | 67,54         | 17            | ausgeschieden | ausgeschieden | ausgeschieden | ausgeschieden | ausgeschieden | ausgeschieden | 27   |

| Athleten      | Wettbewerbe | Achtelfinale | Viertelfinale | Halbfinale    | Finale        | Rang |
| Athleten      | Wettbewerbe | Rang         | Rang          | Rang          | Rang          | Rang |
| ------------- | ----------- | ------------ | ------------- | ------------- | ------------- | ---- |
| Männer        |             |              |               |               |               |      |
| Oliver Davies | Skicross    | 4            | ausgeschieden | ausgeschieden | ausgeschieden | 31   |

### Rennrodeln
| Athlet            | Wettbewerb | Lauf 1   | Lauf 1 | Lauf 2   | Lauf 2 | Lauf 3   | Lauf 3 | Lauf 4        | Lauf 4        | Gesamt       | Gesamt |
| Athlet            | Wettbewerb | Zeit     | Rang   | Zeit     | Rang   | Zeit     | Rang   | Zeit          | Rang          | Zeit         | Rang   |
| ----------------- | ---------- | -------- | ------ | -------- | ------ | -------- | ------ | ------------- | ------------- | ------------ | ------ |
| Männer            |            |          |        |          |        |          |        |               |               |              |        |
| Rupert Staudinger | Einsitzer  | 58,731 s | 22     | 58,960 s | 22     | 58,622 s | 22     | ausgeschieden | ausgeschieden | 2:56,313 min | 23     |

### Shorttrack
| Athlet          | Wettbewerb | Vorlauf      | Vorlauf | Viertelfinale | Viertelfinale | Halbfinale    | Halbfinale    | Finale        | Finale        | Rang |
| Athlet          | Wettbewerb | Zeit         | Rang    | Zeit          | Rang          | Zeit          | Rang          | Zeit          | Rang          | Rang |
| --------------- | ---------- | ------------ | ------- | ------------- | ------------- | ------------- | ------------- | ------------- | ------------- | ---- |
| Frauen          |            |              |         |               |               |               |               |               |               |      |
| Kathryn Thomson | 500 m      | 1:06,954 min | 4       | ausgeschieden | ausgeschieden | ausgeschieden | ausgeschieden | ausgeschieden | ausgeschieden | 31   |
| Kathryn Thomson | 1000 m     | 1:30,037 min | 4       | ausgeschieden | ausgeschieden | ausgeschieden | ausgeschieden | ausgeschieden | ausgeschieden | 28   |
| Männer          |            |              |         |               |               |               |               |               |               |      |
| Niall Treacy    | 1000 m     | 1:32,243 min | 4       | ausgeschieden | ausgeschieden | ausgeschieden | ausgeschieden | ausgeschieden | ausgeschieden | 27   |
| Farrell Treacy  | 1000 m     | 1:24,935 min | 4       | ausgeschieden | ausgeschieden | ausgeschieden | ausgeschieden | ausgeschieden | ausgeschieden | 25   |
| Farrell Treacy  | 1500 m     | —            | —       | 2:16,880 min  | 3             | 2:13,75 min   | 5 ADV         | 2:11,988 min  | 9             | 9    |

### Skeleton
| Athlet         | Wettbewerbe | Lauf 1      | Lauf 1 | Lauf 2      | Lauf 2 | Lauf 3      | Lauf 3 | Lauf 4        | Lauf 4        | Gesamt      | Gesamt |
| Athlet         | Wettbewerbe | Zeit        | Rang   | Zeit        | Rang   | Zeit        | Rang   | Zeit          | Rang          | Zeit        | Rang   |
| -------------- | ----------- | ----------- | ------ | ----------- | ------ | ----------- | ------ | ------------- | ------------- | ----------- | ------ |
| Frauen         |             |             |        |             |        |             |        |               |               |             |        |
| Brogan Crowley | Einzel      | 1:03,32 min | 23     | 1:03,23 min | 21     | 1:02,82 min | 21     | ausgeschieden | ausgeschieden | 3:09,37 min | 22     |
| Laura Deas     | Einzel      | 1:02,99 min | 21     | 1:03,15 min | 19     | 1:02,71 min | 19     | 1:02,70 min   | 16            | 4:11,55 min | 19     |
| Männer         |             |             |        |             |        |             |        |               |               |             |        |
| Matt Weston    | Einzel      | 1:01,34 min | 14     | 1:01,15 min | 12     | 1:01,12 min | 14     | 1:01,63 min   | 20            | 4:05,24 min | 15     |
| Marcus Wyatt   | Einzel      | 1:01,56 min | 16     | 1:01,72 min | 18     | 1:01,28 min | 16     | 1:01,35 min   | 15            | 4:05,91 min | 16     |

### Ski Alpin
| Athleten      | Wettbewerbe  | 1. Lauf     | 1. Lauf | 2. Lauf       | 2. Lauf       | Gesamt        | Gesamt        |
| Athleten      | Wettbewerbe  | Zeit        | Rang    | Zeit          | Rang          | Zeit          | Rang          |
| ------------- | ------------ | ----------- | ------- | ------------- | ------------- | ------------- | ------------- |
| Frauen        |              |             |         |               |               |               |               |
| Charlie Guest | Slalom       | 53,84 s     | 15      | 54,12 s       | 28            | 1:47,96 min   | 21            |
| Alex Tilley   | Riesenslalom | 1:01,40 min | 28      | 59,42 s       | 22            | 2:00,82 min   | 22            |
| Alex Tilley   | Slalom       | DNF         | DNF     | ausgeschieden | ausgeschieden | ausgeschieden | ausgeschieden |
| Männer        |              |             |         |               |               |               |               |
| Billy Major   | Slalom       | DNF         | DNF     | ausgeschieden | ausgeschieden | ausgeschieden | ausgeschieden |
| Dave Ryding   | Slalom       | 55,13 s     | 16      | 50,44 s       | 7             | 1:45,57 min   | 13            |

### Skilanglauf
| Athleten        | Wettbewerbe       | Zeit        | Rang |
| --------------- | ----------------- | ----------- | ---- |
| Männer          |                   |             |      |
| Andrew Musgrave | 15 km Klassisch   | 41:44,7 min | 46   |
| Andrew Musgrave | 30 km Skiathlon   | 1:20:10,0 h | 17   |
| Andrew Musgrave | 50 km Freier Stil | 1:13:29,3 h | 12   |
| Andrew Young    | 15 km Klassisch   | 42:24,0 min | 51   |

| Athleten                   | Wettbewerbe | Qualifikation | Qualifikation | Viertelfinale | Viertelfinale | Halbfinale    | Halbfinale    | Finale        | Finale        | Rang |
| Athleten                   | Wettbewerbe | Zeit          | Rang          | Zeit          | Rang          | Zeit          | Rang          | Zeit          | Rang          | Rang |
| -------------------------- | ----------- | ------------- | ------------- | ------------- | ------------- | ------------- | ------------- | ------------- | ------------- | ---- |
| Männer                     |             |               |               |               |               |               |               |               |               |      |
| James Clugnet              | Sprint      | 2:56,72 min   | 40            | ausgeschieden | ausgeschieden | ausgeschieden | ausgeschieden | ausgeschieden | ausgeschieden | 40   |
| Andrew Young               | Sprint      | 2:55,60 min   | 36            | ausgeschieden | ausgeschieden | ausgeschieden | ausgeschieden | ausgeschieden | ausgeschieden | 36   |
| James Clugnet Andrew Young | Team-Sprint | —             | —             | —             | —             | 21:15,27 min  | 10            | ausgeschieden | ausgeschieden | 20   |

### Snowboard
| Athleten      | Wettbewerbe | Qualifikation | Qualifikation | Finale        | Finale        | Rang |
| Athleten      | Wettbewerbe | Punkte        | Rang          | Punkte        | Rang          | Rang |
| ------------- | ----------- | ------------- | ------------- | ------------- | ------------- | ---- |
| Frauen        |             |               |               |               |               |      |
| Katie Ormerod | Big Air     | 69,75         | 25            | ausgeschieden | ausgeschieden | 25   |
| Katie Ormerod | Slopestyle  | 47,38         | 18            | ausgeschieden | ausgeschieden | 18   |

| Athleten                         | Wettbewerbe    | Qualifikation | Qualifikation | Achtelfinale | Viertelfinale | Halbfinale    | Finale        | Rang |
| Athleten                         | Wettbewerbe    | Zeit          | Rang          | Rang         | Rang          | Rang          | Rang          | Rang |
| -------------------------------- | -------------- | ------------- | ------------- | ------------ | ------------- | ------------- | ------------- | ---- |
| Frauen                           |                |               |               |              |               |               |               |      |
| Charlotte Bankes                 | Snowboardcross | 1:22,72 min   | 2             | 1            | 3             | ausgeschieden | ausgeschieden | 9    |
| Männer                           |                |               |               |              |               |               |               |      |
| Huw Nightingale                  | Snowboardcross | 1:20,72 min   | 29            | 4            | ausgeschieden | ausgeschieden | ausgeschieden | 30   |
| Mixed                            |                |               |               |              |               |               |               |      |
| Charlotte Bankes Huw Nightingale | Snowboardcross | —             | —             | —            | 1             | 3             | B-Finale: 2   | 6    |